# Premio Nacional de Libro Infantil (Colombia)
El Premio Nacional de Libro Infantil de Colombia es un galardón otorgado por la Biblioteca Nacional de Colombia , que forma parte de los Premios Nacionales de Cultura del Portafolio del Programa Nacional de Estímulos del Ministerio de las Culturas, las Artes y los Saberes. Este premio tiene como objetivo fomentar la creación literaria de alta calidad dirigida a los niños y jóvenes, así como destacar y promover obras que contribuyan al desarrollo de la imaginación, la educación y el amor por la lectura en las generaciones más jóvenes.

## Premiados
| Año  | Premiado                                         | Obra premiada                                 | Origen                                                           | Jurado                                                                        | Comentarios |
| ---- | ------------------------------------------------ | --------------------------------------------- | ---------------------------------------------------------------- | ----------------------------------------------------------------------------- | --- |
| 2024 | Rafael Yockteng y Jairo Gabriel Buitrago Triviño | ¡Ugh! Un relato del Pleistoceno (Babel, 2022) | Radicado en Bogotá, D. C. (nacido en Lima, Perú) / Bogotá, D. C. | Juan Carlos Restrepo Antonio Ventura Fernández María Elvira Charria de Alonso | Según el jurado: “Se destaca el potencial narrativo de la imagen como concepto visual y filosófico que hace partícipe al lector de su expresión [...] por su carácter universal, por sus cualidades estéticas, por su técnica, por el hermoso y escueto texto y por la calidad de la edición. Porque indaga el origen de la comunicación, la palabra y la imagen y es universal. Es capaz de conmover a través de la imagen”. |

## Galardonados por origen
| Departamento  | Número de galardonados |
| ------------- | ---------------------- |
| Bogotá, D. C. | 1                      |